# Книга на пророк Варуха
Книга на пророк Варуха е неканонична книга от Стария завет на Библията. В Юдаизма и протестантството не се счита за част от Танаха и Библията. Носи името на Варух бен Нерия – добре познатият писар на пророк Йеремия, който е споменат във Варух 1:1 и се приема като едноличен автор на творбата. Книгата е разсъждение на покойния еврейски писар върху съдбата на еврейските изгнаници от Вавилон, с размисли върху теологията и историята на Израел, дискусии за мъдростта и директно обръщение към жителите на Йерусалим и диаспората. Книгата е написана с цел да покаже на евреите, че всичките им бедствия като вавилонския плен и изгарянето на Йерусалим, им се изпращат за греховете на техните бащи и тях самите, за да ги подтикнат към покаяние и да ги утешат с обещанието за временна и вечна свобода. Някои учени предполагат, че е написана по време на или малко след периода на Макавеи.
Книгата понякога е наричана Варух 1, поради съществуването на Варух 2 и Варух 3.
Въпреки че най-ранните известни ръкописи на Варух са на гръцки език, езиковите особености на първите части на Барух (1: 1–3: 8) са предлагани като доказателство за превод от семитски език.
Въпреки че не е част от Танаха, книгата намира място в Септуагинта и Библията на източноправославните и Нехалкедонските църкви. Йероним Блажени изключва както Книгата на пророк Варуха, така и Посланието на Иеремия от Вулгата, но и двете произведения са въведени в последвалите латински издания на Вулгата спорадично от 9 век нататък. Във Вулгата книгата е групирана заедно с други пророчески книги като Книга на пророк Исаия, Книга на пророк Иеремия, Плачът на Еремия, Книга на Езекил, Книга на пророк Даниил и книгите на дванадесетте пророка. Във Вулгата, Библията на краж Джеймс и много други издания Посланието на Иеремия е добавено като шеста глава към книгата на пророк Варуха, а в Септуагинта и православните Библии е отделна книга наречена Послание на Иеремия.
Книгата вероятно е била съставена от три или четири части през 1 век пр.н.е. и е снабдена с предговор и няколко уводни раздела.

## Структура
- 1:1–14 Въведение
- 1:15–2:10 Признание на греховете
- 2:11–3:8 Молитва за милост
- 3:9–4:14 Пеан за мъдрост
- 4:5–5:9 Утешителната поема на Варух. Съобщения за тези в плен, за „съседите на Сион“ и за Йерусалим.